# Delettes
Delettes – miejscowość i gmina we Francji, w regionie Hauts-de-France, w departamencie Pas-de-Calais.
Według danych na rok 1990 gminę zamieszkiwały 912 osoby, a gęstość zaludnienia wynosiła 62 osób/km² (wśród 1549 gmin regionu Nord-Pas-de-Calais Delettes plasuje się na 591. miejscu pod względem liczby ludności, natomiast pod względem powierzchni na miejscu 133.).